# Championnat du Kazakhstan de football 2021
Navigation
Édition précédente Édition suivante
La saison 2021 de Premier-Liga kazakhe de football est la 30e édition de la première division kazakhe. Elle regroupe quatorze équipes du pays, dont quatre promus de deuxième division, au sein d'une poule unique où elles s'affrontent à deux reprises. Le tenant du titre est le Kaïrat Almaty.
Trois places qualificatives pour les compétitions européennes sont attribuées par le biais du championnat : une pour le premier tour de qualification de la Ligue des champions 2022-2023 et deux pour le deuxième tour de qualification de la Ligue Europa Conférence 2022-2023. Une autre place pour cette dernière compétition est également garantie au vainqueur de la Coupe du Kazakhstan 2021. Les deux derniers du championnat sont relégués en deuxième division.
Le Tobol Kostanaï est sacré champion à l'issue de la saison et remporte son deuxième titre, onze ans après son sacre de 2010, ce qui lui permet de se qualifier pour la Ligue des champions. Son dauphin est le FK Astana, qui tenait pourtant la première position jusqu'à l'avant-dernière journée et termine finalement à quatre unités du vainqueur. Ce dernier se qualifie quant à lui en Ligue Europa Conférence en compagnie du tenant du titre le Kaïrat Almaty qui complète le podium en troisième position. La victoire ultérieure de ce dernier club en Coupe du Kazakhstan permet également au Kyzyljar Petropavl, quatrième, de se qualifier pour la compétition.
À l'autre bout du classement, le Jetyssou Taldykourgan et le Kaysar Kyzylorda terminent dans la zone de relégation et quittent la première division au terme de l'exercice.
Le meilleur buteur de la compétition est le Croate Marin Tomasov (en) du FK Astana avec 17 buts marqués. Il est suivi par Artur Shushenachev (en), buteur à 12 reprises avec le Kaïrat Almaty, et Igor Sergeev qui a marqué 11 fois sous les couleurs du FK Aktobe puis du Tobol Kostanaï.

## Participants
| \| Astana Almaty Kyzylorda Taldykourgan Chimkent Karaganda Taraz Kostanaï Petropavl Aqtaw Atyraou Aktobe Oural Turkestan \| Localisation des clubs. |
| Astana Almaty Kyzylorda Taldykourgan Chimkent Karaganda Taraz Kostanaï Petropavl Aqtaw Atyraou Aktobe Oural Turkestan                               |

Pour cette saison, le championnat est étendu de douze à quatorze équipes. Les relégations de l'Irtych Pavlodar et de l'Okjetpes Kökşetaw sont ainsi compensés par les montées du FK Aktobe, du FK Atyraou, de l'Akjaïyk Oural et du Turan Turkestan (en), qui ont terminés dans les deux premières places des deux groupes de la deuxième division lors de la saison 2020.
Légende des couleurs
- Premier tour de qualification de la Ligue des champions 2021-2022
- Deuxième tour de qualification de la Ligue Europa Conférence 2021-2022
- Promu de la deuxième division 2020

| Club                  | Présent depuis | Classement 2020        | Stade                        | Capacité théorique |
| --------------------- | -------------- | ---------------------- | ---------------------------- | ------------------ |
| Kaïrat Almaty         | 2010           | 1er                    | Stade central                | 25 057             |
| Tobol Kostanaï        | 1999           | 2e                     | Stade central                | 10 500             |
| FK Astana             | 2009           | 3e                     | Astana Arena                 | 30 000             |
| Chakhtior Karagandy   | 1992           | 4e                     | Stade Chakhtior              | 20 000             |
| Ordabasy Chimkent     | 2003           | 5e                     | Stade Kazhymukan Munaitpasov | 35 000             |
| Jetyssou Taldykourgan | 2018           | 6e                     | Stade Jetyssou               | 4 000              |
| Kaysar Kyzylorda      | 2017           | 7e                     | Stade Gani Muratbayev        | 7 500              |
| FK Taraz              | 2019           | 8e                     | Stade central                | 11 525             |
| Kyzyljar Petropavl    | 2020           | 9e                     | Stade Karasai                | 11 000             |
| Kaspiy Aqtaw          | 2020           | 10e                    | Stade Jastar                 | 5 000              |
| FK Aktobe             | 2021           | 1er (D2, Conférence 1) | Stade central                | 13 200             |
| FK Atyraou            | 2021           | 1er (D2, Conférence 2) | Stade Munayshy               | 8 690              |
| Turan Turkestan (en)  | 2021           | 2e (D2, Conférence 1)  | Turkestan Arena              | 7 000              |
| Akjaïyk Oural         | 2021           | 2e (D2, Conférence 2)  | Stade Petr Atoyan            | 8 320              |

## Compétition

### Règlement
Les équipes se rencontrent deux fois, pour un total de 26 matchs chacun. Le classement est établi sur le barème de points classique, une victoire valant trois points, un match nul un seul et défaite aucun.
En cas d'égalité de points, le premier critère de départage est la différence de buts générale, suivi du nombre de matchs remportés puis du nombre de buts marqués, de manière générale puis à l'extérieur. Si deux équipes sont toujours à égalité après application de ces critères, elles sont alors départagées selon les résultats obtenus lors des confrontations directes entre les équipes concernées. Si cela ne suffit toujours pas, elles sont alors départagées par un tirage au sort.

### Classement
| Rang | Équipe                 | Pts  | J  | G  | N  | P  | Bp | Bc | Diff |
| ---- | ---------------------- | ---- | -- | -- | -- | -- | -- | -- | ---- |
| 1    | Tobol Kostanaï S       | 61   | 26 | 18 | 7  | 1  | 54 | 18 | +36  |
| 2    | FK Astana              | 57   | 26 | 17 | 6  | 3  | 53 | 25 | +28  |
| 3    | Kaïrat Almaty T C      | 51   | 26 | 14 | 9  | 3  | 52 | 21 | +31  |
| 4    | Kyzyljar Petropavl     | 39   | 26 | 11 | 6  | 8  | 32 | 24 | +8   |
| 5    | Ordabasy Chimkent      | 38   | 26 | 10 | 8  | 8  | 36 | 35 | +1   |
| 6    | Chakhtior Karagandy    | 33   | 26 | 9  | 6  | 12 | 25 | 34 | -9   |
| 7    | FK Aktobe P            | 33   | 26 | 9  | 6  | 11 | 35 | 40 | -5   |
| 8    | Kaspiy Aqtaw           | 32   | 26 | 8  | 8  | 10 | 35 | 35 | 0    |
| 9    | Akjaïyk Oural P        | 32   | 26 | 9  | 5  | 12 | 25 | 31 | -6   |
| 10   | FK Taraz               | 29   | 26 | 7  | 8  | 11 | 27 | 34 | -7   |
| 11   | FK Atyraou P           | 28   | 26 | 7  | 7  | 12 | 25 | 40 | -15  |
| 12   | Turan Turkestan (en) P | 26   | 26 | 5  | 11 | 10 | 22 | 40 | -18  |
| 13   | Kaysar Kyzylorda       | 19   | 26 | 4  | 7  | 15 | 24 | 44 | -20  |
| 14   | Jetyssou Taldykourgan  | 16-3 | 26 | 5  | 4  | 17 | 23 | 47 | -24  |

Qualifications européennes
- 1er : premier tour de qualification
- C, 2e, et 4e : deuxième tour de qualification
- 13e et 14e : relégation en deuxième division
- T : Tenant du titre
- C : Vainqueur de la Coupe du Kazakhstan 2021
- S : Vainqueur de la Supercoupe du Kazakhstan 2021
- P : Promu de deuxième division

1. 1 2 3  Le FK Aktobe, le Chakhtior Karagandy et le Jetyssou Taldykourgan sont tous pénalisés d'un retrait de trois points peu avant le début de la saison en raison de l'indisponibilité de leur stade de réserve pour le deuxième tour du championnat[4]. La pénalité d'Aktobe est finalement annulée le 13 avril 2021[5]. De même pour le Chakhtior le 14 juin 2021[6].

### Résultats
| Résultats (▼dom., ►ext.)                                   | AKJ | AKT | AST | ATY | CHA | JET | KRT | KAS | KAY | KYZ | ORD | TAR | TOB | TUR |
| Akjaïyk Oural                                              |     | 1-0 | 0-1 | 1-0 | 1-1 | 3-2 | 1-0 | 0-3 | 1-1 | 0-1 | 0-1 | 3-0 | 0-2 | 1-1 |
| FK Aktobe                                                  | 2-1 |     | 0-2 | 1-0 | 0-3 | 2-0 | 1-2 | 1-5 | 1-1 | 1-1 | 4-4 | 0-0 | 1-1 | 0-2 |
| FK Astana                                                  | 1-0 | 2-1 |     | 6-2 | 4-3 | 1-0 | 1-1 | 2-0 | 2-0 | 3-1 | 0-2 | 3-0 | 1-1 | 1-1 |
| FK Atyraou                                                 | 2-0 | 1-3 | 0-2 |     | 0-1 | 2-2 | 1-0 | 2-1 | 1-1 | 0-0 | 0-0 | 1-0 | 0-1 | 2-2 |
| Chakhtior Karagandy                                        | 1-2 | 1-0 | 0-1 | 3-1 |     | 3-1 | 1-1 | 1-0 | 1-1 | 0-1 | 0-2 | 1-0 | 0-3 | 0-1 |
| Jetyssou Taldykourgan                                      | 2-2 | 1-5 | 1-3 | 1-2 | 0-1 |     | 0-0 | 0-1 | 2-0 | 0-0 | 0-4 | 1-2 | 0-2 | 3-0 |
| Kaïrat Almaty                                              | 3-1 | 4-2 | 1-0 | 5-0 | 1-1 | 2-0 |     | 5-1 | 1-0 | 1-0 | 3-0 | 2-2 | 2-2 | 5-1 |
| Kaspiy Aqtaw                                               | 2-2 | 1-1 | 2-2 | 2-1 | 3-0 | 2-0 | 1-1 |     | 2-4 | 1-2 | 0-0 | 1-0 | 2-1 | 0-0 |
| Kaysar Kyzylorda                                           | 0-1 | 0-2 | 2-5 | 1-1 | 1-2 | 0-1 | 0-3 | 2-1 |     | 1-2 | 1-0 | 2-3 | 1-3 | 0-0 |
| Kyzyljar Petropavl                                         | 0-1 | 1-2 | 3-2 | 0-1 | 2-0 | 3-0 | 1-1 | 2-0 | 2-0 |     | 3-2 | 2-2 | 0-2 | 0-1 |
| Ordabasy Chimkent                                          | 2-1 | 0-1 | 1-4 | 2-1 | 0-0 | 3-0 | 2-1 | 1-1 | 4-2 | 0-5 |     | 1-1 | 1-1 | 0-1 |
| FK Taraz                                                   | 1-0 | 3-1 | 0-1 | 2-2 | 4-0 | 2-3 | 0-2 | 1-0 | 1-2 | 0-0 | 1-2 |     | 0-0 | 1-1 |
| Tobol Kostanaï                                             | 2-0 | 2-1 | 1-1 | 2-0 | 4-1 | 2-1 | 2-2 | 2-1 | 1-0 | 2-0 | 3-1 | 3-0 |     | 5-0 |
| Turan Turkestan (en)                                       | 0-2 | 1-2 | 2-2 | 1-2 | 0-0 | 0-2 | 0-3 | 2-2 | 1-1 | 1-0 | 1-1 | 0-1 | 2-4 |     |
| - Victoire à domicile - Match nul - Victoire à l'extérieur |     |     |     |     |     |     |     |     |     |     |     |     |     |     |

## Meilleurs buteurs
| Rang | Joueur                  | Club                            | Buts |
| ---- | ----------------------- | ------------------------------- | ---- |
| 1    | Marin Tomasov (en)      | FK Astana                       | 17   |
| 2    | Artur Shushenachev (en) | Kaïrat Almaty                   | 12   |
| 3    | Igor Sergeev            | FK Aktobe Tobol Kostanaï        | 11   |
| 4    | José Kanté              | Kaïrat Almaty                   | 9    |
| 4    | João Paulo (en)         | Ordabasy Chimkent Kaïrat Almaty | 9    |
| 6    | Nemanja Nikolić (en)    | Tobol Kostanaï                  | 8    |
| 6    | Karolis Laukžemis (en)  | Kaysar Kyzylorda                | 8    |
| 8    | Tigran Barseghyan       | FK Astana                       | 7    |
| 8    | Pedro Eugénio (en)      | FK Taraz FK Astana              | 7    |
| 8    | Vágner Love             | Kaïrat Almaty                   | 7    |
| 8    | Azat Nurgaliev          | Tobol Kostanaï                  | 7    |
| 8    | Alibek Kasym (en)       | Kyzyljar Petropavl              | 7    |